# Génézareth (site archéologique)
Pour les articles homonymes, voir Kinneret.

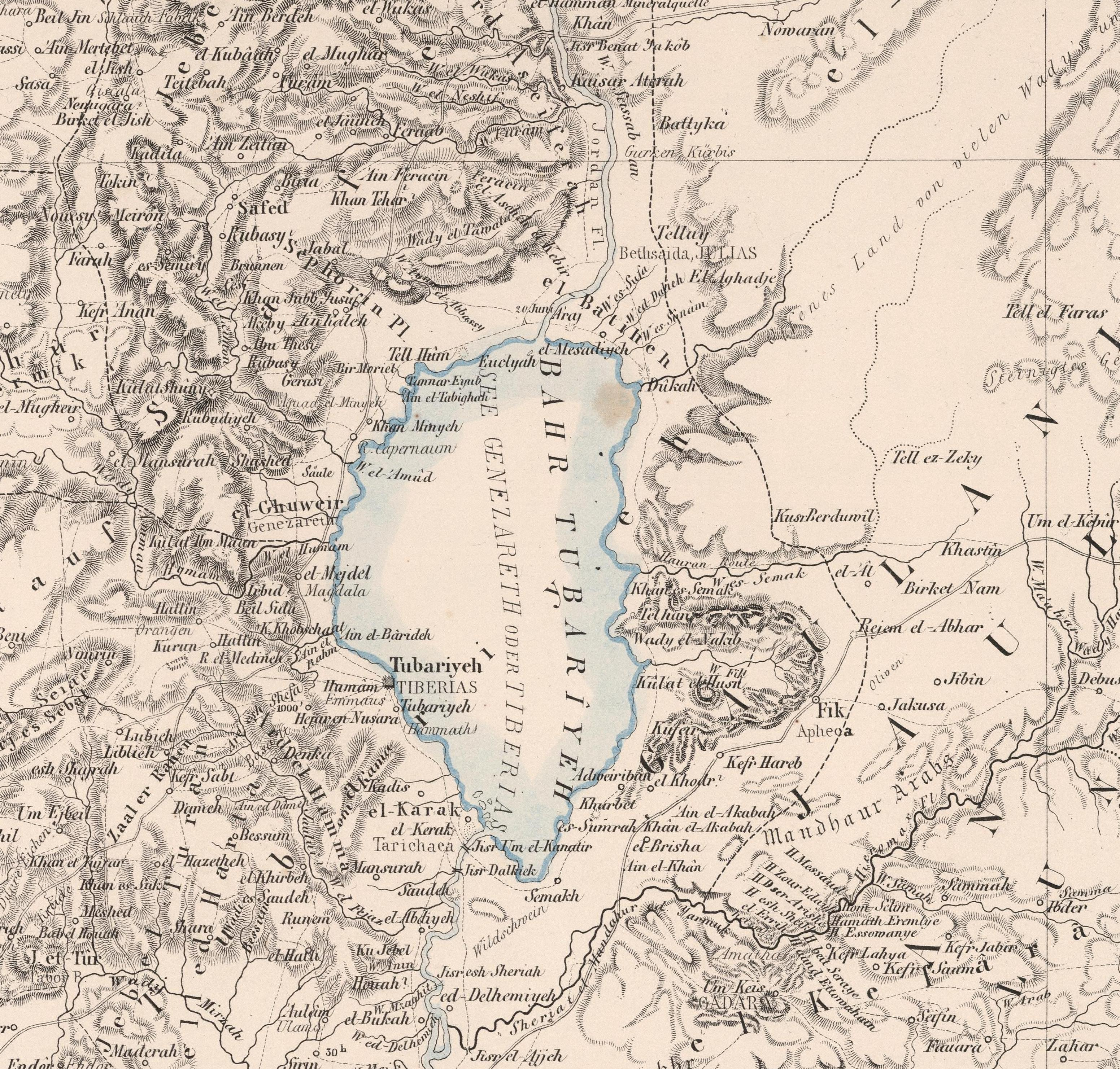
El-Ghuweir (Genezareth) sur une carte des années 1850.

Génézareth, Génésareth, Ginosar ou Kinneret est le nom d'une importante ville des âges de bronze et du fer située sur la rive nord-ouest du lac de Tibériade, mentionnée dans l'Ancien Testament, dans le Tanakh et dans les évangiles. Les plus anciennes traductions de la Bible la nomme alternativement Kinnereth ou Chinnereth. Le nom a évolué dans le temps pour devenir Génézareth et Ginosar.
En raison de son importance, la ville a longtemps donné son nom au lac de Tibériade, connu dans des sources antiques pour de longues périodes de l'histoire, comme la mer de Tibériade, de Kinnerot, de Génésareth ou de Ginosar, les deux derniers noms reflétant la transformation du nom. "Génésareth" est la forme grecque de Kinneret.
Ce nom est également utilisé pour la "Plaine de Génésareth". Pour sa beauté et sa fertilité elle est appelée "le Paradis de la Galilée". Ses noms modernes sont Plaine de Ginosar (traduit de l'hébreu ) et el-Ghuweir en arabe.
L'actuel Kibboutz israélien Ginosar tire son nom de l'ancienne ville, même si elle ne se trouve pas précisément sur son site. Les deux colonies Moshavat Kinneret et Kvoutzat Kinneret sont appelées ainsi en référence au lac Kinneret. Elles ne se trouvent pas dans la Plaine de Génésareth, mais au sud du lac.

## Identification et localisation
Le site de la ville fortifiée des âges de bronze et du fer est un monticule connu en arabe comme le Tell el-'Oreimeh et en hébreu moderne comme le Tel Kinrot, à mi-chemin entre Capharnaüm et Magdala,. Situé sur un important itinéraire commercial, sa position élevée lui permettait de surveiller et garder la plaine de Ginosar à partir de son extrémité nord.
Le tel est en cours de fouille dans le cadre d'un grand projet archéologique en cours depuis 2002.

## Dans la Bible et les Évangiles synoptiques

### Territoire de la tribu de Nephtali
Kinneret est une ville allouée à la tribu de Nephthali (Josué 19:35). Le nom apparaît au singulier sous la forme "Kinneret" (Nombres 34:11, Deutéronome 03:17) ou au pluriel comme «Kinneroth" (Josué 11: 2, 12: 3)).
Dans l'évangile attribué à Matthieu, l'installation de Jésus dans cette région au début de sa vie publique est justifiée par une prophétie d'Isaïe qui parle de la « Terre de Zabulon et terre de Nephtali »:

« Mt 4:12-Ayant appris que Jean avait été livré, il se retira en Galilée Mt 4:13-et, laissant Nazara, vint s'établir à Capharnaüm, au bord de la mer, sur les confins de Zabulon et de Nephtali, Mt 4:14-pour que s'accomplît l'oracle d'Isaïe le prophète : Mt 4:15-Terre de Zabulon et terre de Nephtali, Route de la mer, Pays de Transjordane, Galilée des nations ! »

### Gennésaret dans les évangiles
Dans le Nouveau Testament, le nom apparaît apparaît sous la forme Gennésaret dans chacun des trois évangiles synoptiques (Mc 6:53, Mt 14:34, Luc 5:1 ).
Dans l'évangile attribué à Marc, après que Jésus, marchant sur le lac, eût rejoint la barque de ses disciples :

« Mc 6:53-56 — Ayant achevé la traversée, ils touchèrent terre à Gennésaret et accostèrent. Quand ils furent sortis de la barque, aussitôt des gens qui l'avaient reconnu parcoururent toute cette région et se mirent à transporter les malades sur leurs grabats, là où l'on apprenait qu'il était. Et en tout lieu où il pénétrait, villages, villes ou fermes, on mettait les malades sur les places et on le priait de les laisser toucher ne fût-ce que la frange de son manteau, et tous ceux qui le touchaient étaient sauvés. »

Le même événement dans les mêmes circonstances est décrit ainsi dans l'évangile attribué à Matthieu :

« Mt 14:34-36 — Ayant achevé la traversée, ils touchèrent terre à Gennésaret. Les gens de l'endroit, l'ayant reconnu, mandèrent la nouvelle à tout le voisinage, et on lui présenta tous les malades : on le priait de les laisser simplement toucher la frange de son manteau, et tous ceux qui touchèrent furent sauvés. »

Dans l'évangile attribué à Luc, le nom Gennésaret est utilisé pour désigner le lac, lors de l'événement de la pêche miraculeuse :

« Lc 5:1 — Or il advint, comme la foule le serrait de près et écoutait la parole de Dieu, tandis que lui se tenait sur le bord du lac de Gennésaret »

## Bateau de la mer de Galilée

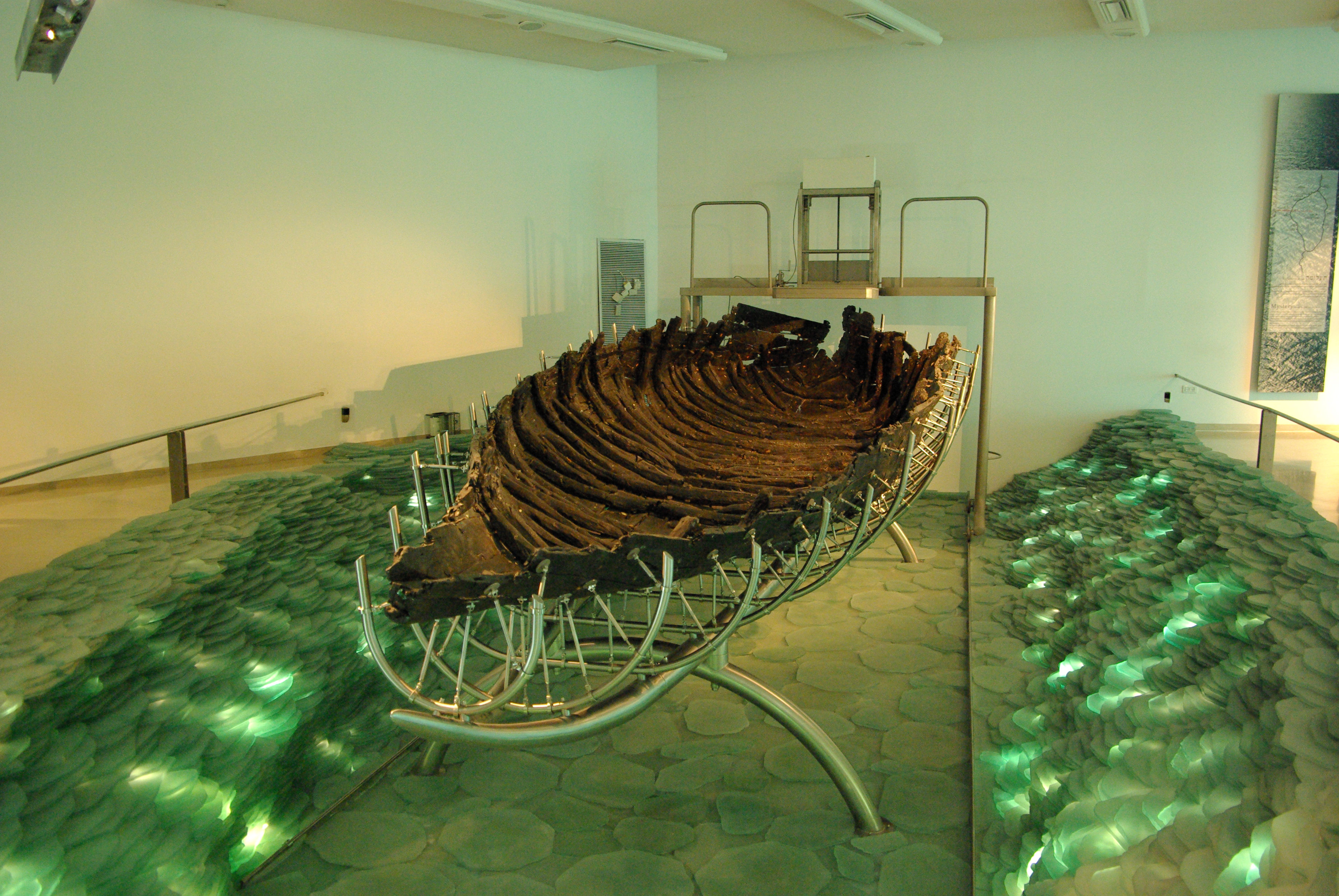
Le Bateau de la mer de Galilée exposé dans le musée Yigal Alon Museum du Kibbutz Ginosar

Lors d'une grave sécheresse en 1986, le niveau du lac a suffisamment chuté pour révéler la charpente d'un bateau de pêche qui a depuis été daté par le carbone 14 à environ 100 avant J-C à 70 après J-C. Il est maintenant connu comme le « bateau de la mer de Galilée ». En utilisant des techniques innovantes la charpente du bateau a été préservée, il est exposé au Musée Beit Yigal Allon.

## Autres sources
Flavius Josèphe et le Talmud de Babylone mentionnent le lac sous le nom de "mer de Ginosar", d'après la petite plaine fertile de Ginosar qui se trouve au pied de Tell el-'Oreimeh, ancienne Kinneret. Josèphe se réfère à la région comme ayant un sol très riche.